# 范岫
范岫（はん しゅう、440年 - 514年）は、南朝宋から梁にかけての官僚・文人。字は懋賓。本貫は済陽郡考城県。

## 経歴
宋の兗州別駕の范羲の子として生まれた。幼くして父を失い、母に孝事して知られ、沈約とともに蔡興宗に礼遇された。泰始年間、奉朝請を初任とした。蔡興宗が安西将軍となると、主簿として召し出された。臨海県令・長城県令・驃騎参軍・尚書刪定郎・護軍司馬を歴任した。
斉の竟陵王蕭子良の下で司徒記室参軍となり、文恵太子蕭長懋の下で太子家令をつとめた。国子博士に転じた。永明年間、北魏の使者がやってくると、范岫は淮陰長史を兼ねて国境に使者を迎えた。建康に戻ると、尚書左丞に転じた。母が死去したため、官を去って喪に服したが、まもなく再起を求められて、職務を代行した。寧朔将軍・南蛮長史・南義陽郡太守とされたが、赴任しなかった。太守のまま右軍諮議参軍に転じ、撫軍司馬に任じられた。建威将軍・安成郡内史として出向した。入朝して給事黄門侍郎となり、御史中丞・領前軍将軍・南北兗二州大中正に転じた。永元末年、輔国将軍・冠軍晋安王長史として出向し、行南徐州事をつとめた。蕭衍が建康を平定すると、承制により范岫は召還されて尚書吏部郎となり、大選に参じた。
梁が建てられると、范岫は度支尚書となった。天監5年（506年）、散騎常侍・光禄大夫の位を受け、昭明太子蕭統に近侍した。天監6年（507年）、太子左衛率を兼ねた。天監7年（508年）、中正のまま通直散騎常侍・右衛将軍に転じた。この年、引退を願い出たが、許されなかった。天監8年（509年）、晋陵郡太守として出向した。天監9年（510年）、入朝して祠部尚書となり、右驍騎将軍を兼ねた。この年、金紫光禄大夫の位を受けた。天監13年（514年）、在官のまま死去した。享年は75。

## 子女
- 范褒
- 范偉

## 伝記資料
- 『梁書』巻26 列伝第20
- 『南史』巻60 列伝第50